# سيباستيان شاربنتييه
سيباستيان شاربنتييه هو لاعب هوكي الجليد كندي، ولد في 18 أبريل 1977 في لأنفير في كندا.

## وصلات خارجية
- سيباستيان شاربنتييه على موقع دوري الهوكي الوطني (الإنجليزية)
- سيباستيان شاربنتييه على موقع EliteProspects.com (الإنجليزية)
- سيباستيان شاربنتييه على موقع Eurohockey.com (الإنجليزية)
- سيباستيان شاربنتييه على موقع HockeyDB.com (الإنجليزية)